# Rita Laura Segato

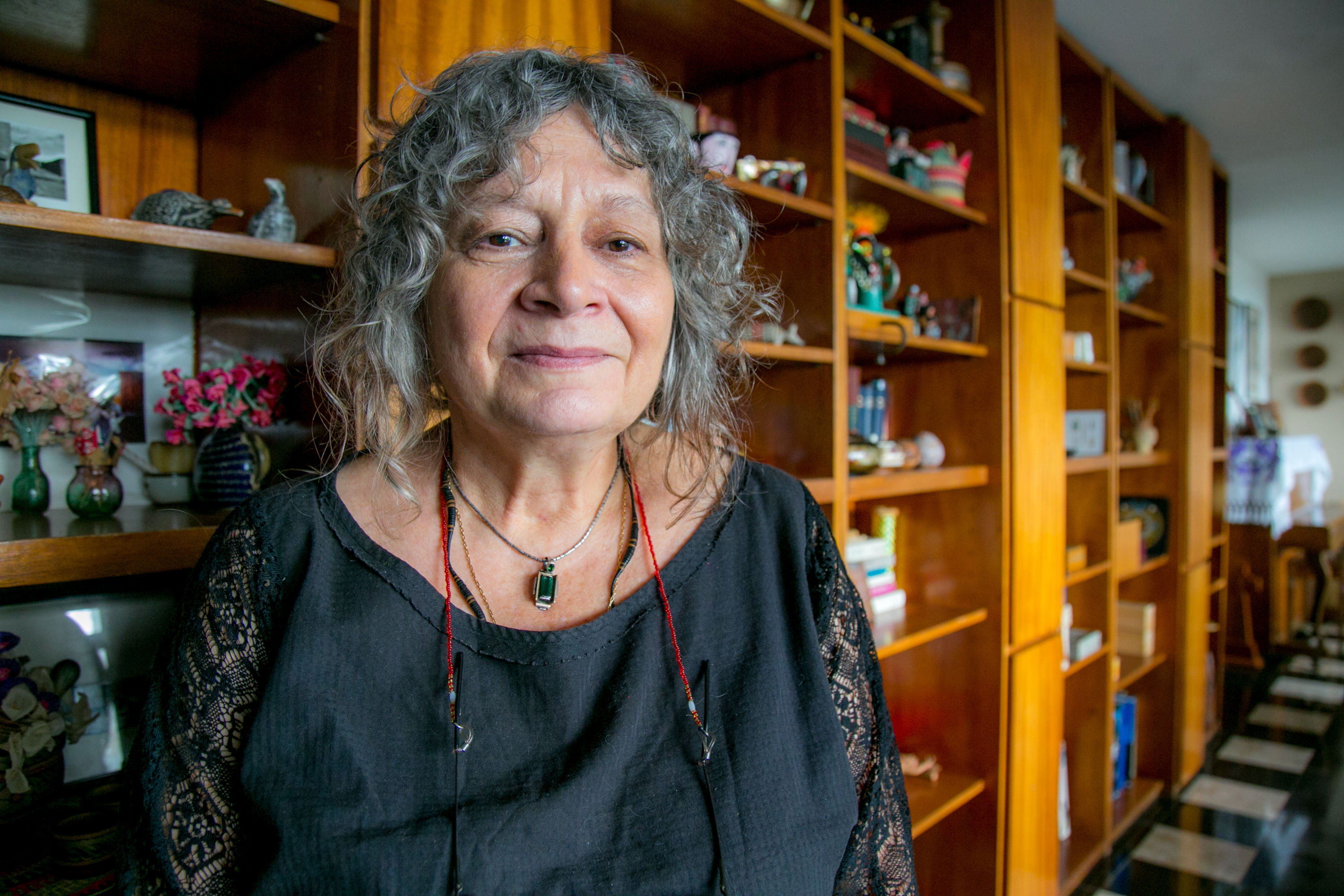
Rita Laura Segato, 2018

Rita Laura Segato (geboren am 14. August 1951 in Buenos Aires) ist eine argentinisch-brasilianische Anthropologin und emeritierte Professorin der Universität von Brasília sowie Gastprofessorin an der Princeton University. Für ihr Lebenswerk und Arbeiten auf dem Gebiet der Menschenrechte erhielt sie zahlreiche Auszeichnungen und fünf Ehrendoktortitel. Ihre Forschungsschwerpunkte beschäftigen sich mit den Auswirkungen von Geschlechter- und Rassenhierarchien durch den Kolonialismus – zugunsten des Kapitalismus. Sie ist international bekannt und gilt als führende Expertin in den Themenbereichen Feminismus und Gewalt gegen Frauen.

## Leben und Wirken
Rita Laura Segato, die in Brasilien und Argentinien (Tilcara) lebt, ist emeritierte Professorin der Universität von Brasilia, wo sie im Fachbereich Anthropologie lehrte. Sie leitete Graduiertenprogramme für Bioethik und Menschenrechte. Im Jahr 2018 ernannte sie das Reina Sofía Museum in Madrid zur Inhaberin des Aníbal-Quijano-Lehrstuhls. Unter ihrer Leitung entstand 2019 an der Universidad Nacional de San Martín (UNSAM), der staatlichen Universität in San Martín, Provinz Buenos Aires, Argentinien, der Rita-Segato-Lehrstuhl für Unbequemes Denken. Im Rahmen des Programms Latin American Studies (PLAS) an der Princeton University, USA, übernahm sie 2022 eine Gastprofessur. Als Gastwissenschaftlerin war sie im Laufe ihrer Karriere an zahlreichen internationalen Institutionen tätig und unterrichtete Graduierten-Seminare an verschiedenen Universitäten.
Sie leistete umfangreiche Arbeit auf dem Gebiet der Menschenrechte. Unter anderem arbeitete sie mit der Nationalen Stiftung des Indios (FUNAI) in Brasilien und mit verschiedenen Frauenorganisationen in Mexiko, El Salvador, Guatemala, Nicaragua und Honduras zusammen. Als Sachverständige und Gutachterin ist sie seit 2013 an verschiedenen Gerichten tätig. Sie erhielt fünf Ehrendoktortitel und zahlreiche Auszeichnungen. 2019 wurde sie mit dem  „Premio Latinoamericano y Caribeño de Ciencias Sociales CLACSO 50 Años“ ausgezeichnet, der ihr vom Lateinamerikanischen Rat für Sozialwissenschaften verliehen wurde. Der Lateinamerikanische Rat für Sozialwissenschaften (CLACSO) ist eine internationale nichtstaatliche Institution mit Vereinsstatus bei der UNESCO, die 1967 gegründet wurde.
Segatos Arbeiten und Forschungen zu struktureller Gewalt, insbesondere Gewalt gegen Frauen, ist international anerkannt, und sie gilt als Pionierin auf diesem Gebiet.

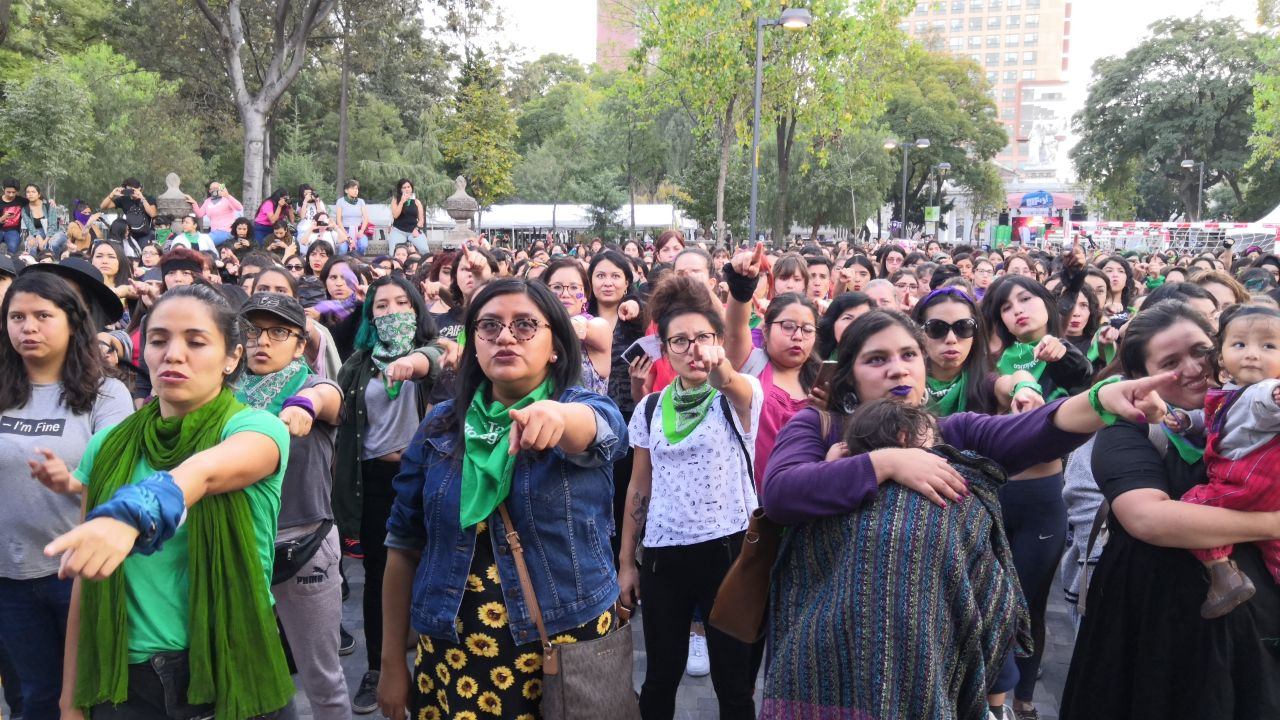
„Ein Vergewaltiger auf deinem Weg“ - Probe in der Alameda Central in Mexiko-Stadt

Die Performance Un violador en tu camino (Ein Vergewaltiger auf deinem Weg), entworfen vom chilenischen Kollektiv Las Tesis, stützte sich auf Grundlagen aus Segatos Arbeiten. Die Performance, die 2019 weltweit von Frauen als Flashmob-Tanz mit einfachen, kraftvollen Körperbewegungen aufgeführt wurde, ist eine Form, um öffentlich gegen geschlechtsspezifische Gewalt zu protestieren. Im gleichmäßigen Takt zum Schlag einer Trommel sangen und bewegten sich die Darstellerinnen in einer rhythmischen Choreografie. Die körperlichen Gesten und Zeichen standen dabei symbolisch für verschiedene Instrumente des Patriarchats und des Staates. Die Teilnehmenden trugen Augenbinden, die an die unmenschliche Behandlung von Gefangenen in geheimen Haftanstalten unter dem Pinochet-Regime und an die jüngste Welle von Polizeigewalt erinnern sollten. Die Anspielung auf die Leibesvisitationen in Polizeistationen während der jüngsten Proteste in Chile stellte die hockende Positionierung dar. Das Tragen grüner oder schwarzer Schals stand für die Solidarität mit Frauen und Dissidenten im gesamten Globalen Süden.

## Auszeichnungen (Auswahl)
- 2018: Preis für lateinamerikanische und karibische Sozialwissenschaften im Rahmen des 50-jährigen Jubiläums von CLACSO (Premio Latinoamericano y Caribeño de Ciencias Sociales CLACSO 50 Años)
- 2019: Demokratiepreis des Kulturzentrums Caras y Caretas in der Kategorie Pensamiento Argentino (etwa: Argentinisches Denken)[9]
- 2020: Sozialwissenschaftlicher Preis Daniel Cossio Villegas des Kollegiums von Mexiko – COLMEX
- 2021: Frantz Fanon Award der Karibischen Vereinigung für Philosophie für ihr Lebenswerk

## Publikationen (Auswahl)
- La guerra contra las mujeres. Traficantes de Sueños 2016, ISBN 978-84-945978-5-5.
- Wider die Grausamkeit. Für einen feministischen und dekolonialen Weg. Mandelbaum verlag eG 2021, übersetzt von Sandra Schmidt, ISBN 978-3-85476-904-0.
- Femizid. Der Frauenkörper als Territorium des Krieges. Unrast Verlag 2022, übersetzt von Sandra Schmidt, ISBN 978-3-89771-338-3.

Beiträge
- Territory, Sovereignty, and Crimes of the Second State. The Writing on the Body of Murdered Women. In: Rosa-Linda Fregoso und Cynthia L. Bejarano: Terrorizing Women. Feminicide in the Americas. Duke University Press 2010, ISBN 978-0-8223-9264-4.
- Corona oder: Die idiotische Leugnung des Todes. Mai 2021 (online).